# 디스커버리 원정

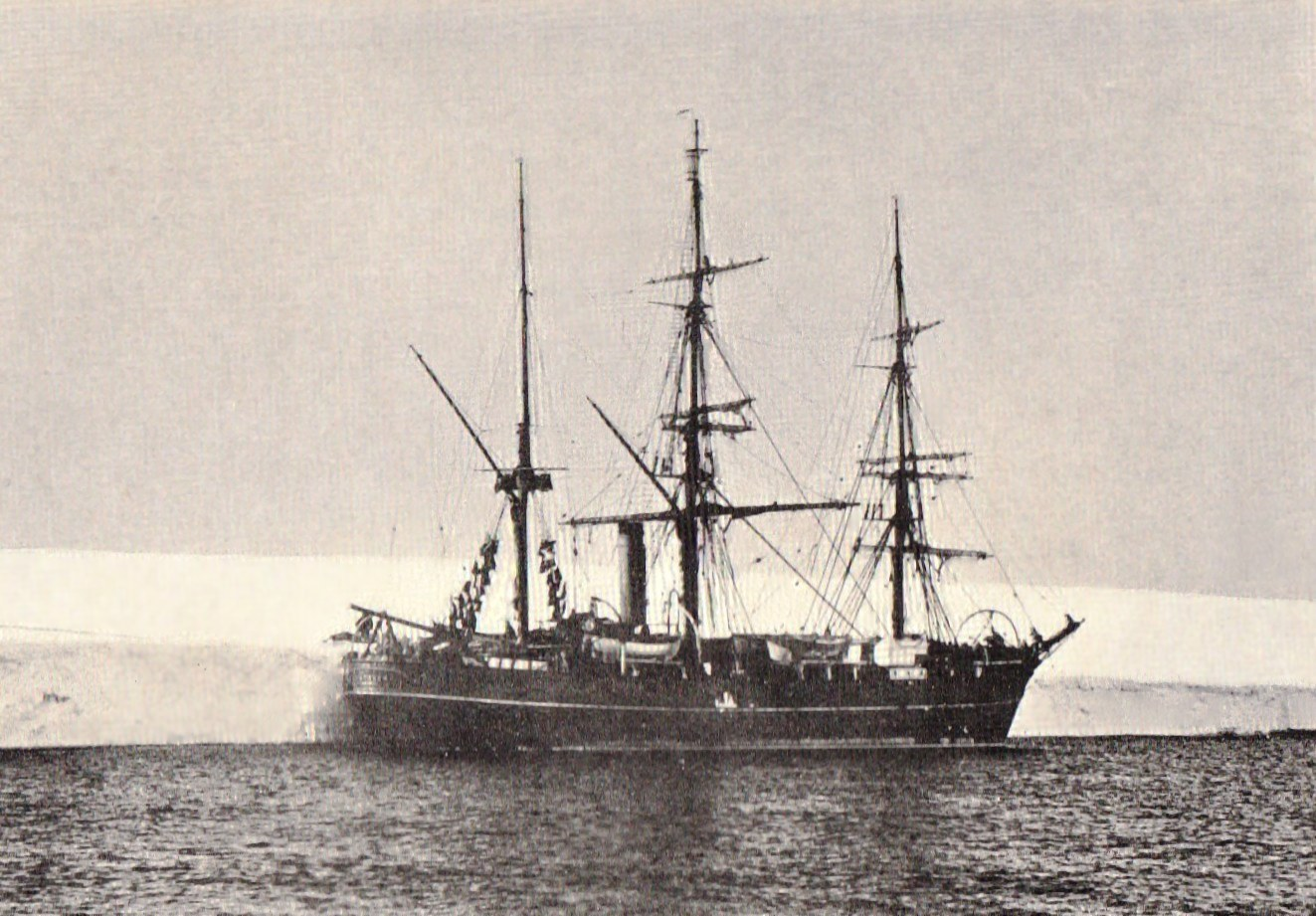
남극해 그레이트 아이스 배리어 원정 선박 디스커버리 호

디스커버리 원정(Discovery Expedition)은 20세기 초에 영국이 처음으로 남극 지역에서 실시한 공식 탐험이다. 이 원정보다 60년 정도 전에 제임스 클라크 로스가 부근을 항해했었다. 왕립 학회와 왕립 지리 학회 합동위원회 산하 대규모로 조직된 원정대는 미개척지였던 남극의 과학적 조사와 지리적 탐험을 할 목적으로 조직되었다. 이 탐험대를 이끈 로버트 팰컨 스콧, 어니스트 섀클턴, 에드워드 윌슨, 프랭크 와일드, 톰 크린, 윌리엄 래슐리 등 남극 탐험의 영웅시대에 지도자가 된 많은 사람들이 이 때 남극에서의 경험을 쌓기 시작했다.
탐험대의 과학적 조사에 의해, 생물학, 동물학, 지질학, 기상학, 자기학 분야에서 큰 진전이 있었다. 케이프 크로지어의 황제 펭귄 서식지 등 지질학이나 동물학의 중요한 발견이 있었다. 지리 분야에서는 서부 산지 경로를 통해 에드워드 7세 반도 발견 등의 성과가 있었다.

## 같이 보기
- 남극 탐험의 영웅시대
- 남극 탐사 목록